# Krzymów (województwo zachodniopomorskie)
Krzymów – wieś w Polsce, położona w województwie zachodniopomorskim, w powiecie gryfińskim, w gminie Chojna.
| SIMC    | Nazwa   | Rodzaj  |
| ------- | ------- | ------- |
| 0773794 | Błądzim | osada   |
| 0773765 | Ognica  | kolonia |

W latach 1975–1998 wieś administracyjnie należała do województwa szczecińskiego.
W miejscowości działał Kombinat Państwowych Gospodarstw Rolnych Chojna z siedzibą w Krzymowie.
We wsi znajdują się:
- barokowy pałac z XVIII w. w latach 1824–1830 dobudowano klasycystyczny portyk i ganek[6], wnętrza przebudowane w XX wieku. Przy pałacu park krajobrazowy założony w XVIII w. Drugi park typu leśnego znajduje się przy leśniczówce, rosną tam tulipanowce oraz liczne drzewa liściaste i iglaste[7].
- Kościół gotycko-romański zbudowany z głazów narzutowych w II połowie XIII wieku[8], w XIX w. powiększony o ceglane prezbiterium z przyległym do boków absydami. Szeroką wieżę wieńczy nietypowy, ceglany stożek opierający się na czterech szczycikach. Wewnątrz barokowa ambona i chrzcielnica[9].